# محمد نازرول نزاري
محمد نازرول نزاري (11 فبراير 1991 بسنغافورة - ) هو لاعب كرة قدم سنغافوري في مركز جناح ‏. شارك مع منتخب سنغافورة لكرة القدم. أما مع النوادي، فقد لعب مع ليونز تويلف وهاوجانج يونايتد ويانج لايونز.

## وصلات خارجية
- محمد نازرول نزاري على موقع قاعدة بيانات كرة القدم.إي يو (الإنجليزية)
- محمد نازرول نزاري على موقع ناشيونال فوتبول تيمز (الإنجليزية)
- محمد نازرول نزاري على موقع Soccerway.com (الإنجليزية)
- محمد نازرول نزاري على موقع عالم كرة القدم.نت (الإنجليزية)